# تيري أوين
تيري أوين (بالإنجليزية: Terry Owen)‏ (11 سبتمبر 1949 بليفربول في المملكة المتحدة - ) هو لاعب كرة قدم بريطاني في مركز الهجوم. لعب مع برادفورد سيتي وبورت فايل وكامبريدج يونايتد ونادي إيفرتون ونادي بريستاتين تاون ونادي روتشديل ونادي تشستر سيتي ونادي أوزورتي تاون ‏ ونورثويتش فيكتوريا وColwyn Bay F.C. ‏ وكارنارفون تاون ‏.

## وصلات خارجية
- تيري أوين على موقع قاعدة بيانات كرة القدم.إي يو (الإنجليزية)